# Mochyně židovská

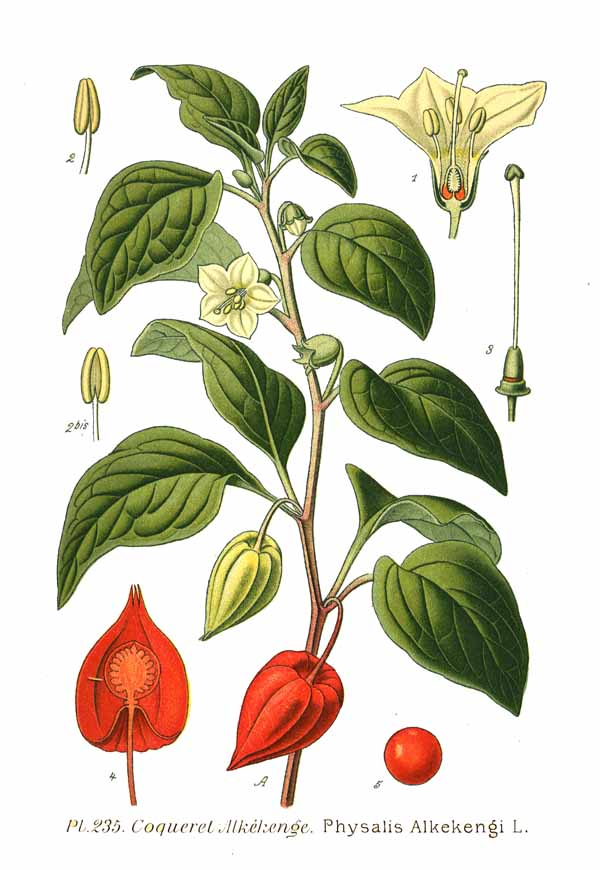
Mochyně židovská, kresba s typickými znaky

Mochyně židovská (Alkekengi officinarum), česky též mochyně židovská třešeň, je druh rostliny z čeledi lilkovité (Solanaceae) a jediný druh rodu Alkekengi, kam byl přeřazen z rodu Physalis. Je příbuzná jedlé mochyně peruánské (Physalis peruviana). Mochyně židovská je snadno rozpoznatelná díky typickým, velkým oranžovým až červeným uzavřeným kalichům s bobulí uvnitř. Kalichy zůstávají po opadu listů na stoncích dlouho do zimy. Podobají se čínským lampionům. Mochyně židovská je vytrvalá rostlina, silně odnožuje a tvoří souvislé porosty. Roste až do výšky 40–60 cm, má šroubovitě uspořádané listy 6–12 cm dlouhé a 4–9 cm široké, vejčité až trojhranné listy. Lodyhy jsou jednotlivé, nevětvené. Květ je nenápadný bělavý, typický pro lilkovité, podobný květu rajčete.

## Název
Plody uvnitř obalu jsou bobule tvarem a barvou podobné třešním. Dříve se jí kromě označení židovská třešeň, které je součástí současného botanického názvu, říkalo také mechuňka borovka, židovská jahoda, židovská nebo morská (mořská) višně (višeň), boborelka, baborelka nebo liščí jablko.

## Rozšíření
Oblast původního rozšíření je od jižní Evropy po východ a jižní Asii a Japonsko. V Evropě je rozšířena v teplých oblastech, vinorodých krajich od východni Francie až za Ural. Roste s oblibou na vápencích, na křovinatých pahorcích, ve smíšených, ale hlavně dubových hájích.

## Obsahové látky
Plody obsahují karotenoidy (např. kryptoxantin) , sacharidy, kyselinu citrónovou, vitamín C a alkaloidy. Z alkalidů například solanin,nebo physalin D.

## Použití
Je používána jako trvalka, plody lze použít k aranžování. V malém množství lze plody používat i v přírodní medicíně. Někdy se používají i listy.

## Jedovatost
„Bobule mají chuť zasládlou a jedí se syrové a zadělané.“ Nezralé plody obsahují dostatečné množství solaninu, aby vyvolaly gastroenteritidy a průjem u dětí. Zralé plody jsou prý jedlé. Zbytek rostliny je pro vysoký obsah solaninu jedovatý.

## Lidová jména
Lidově se používají názvy: mořská višeň, židovská višeň, židovská jahoda, liščí jablko, měchuňky, lampionky.